# Centro Cultural Solar de Botafogo

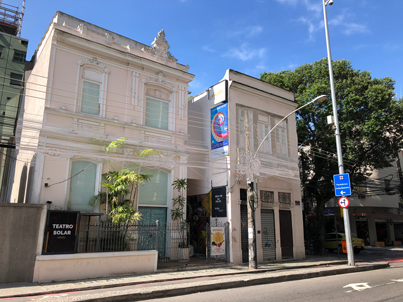
Vista pela rua General Polidoro

O Centro Cultural Solar de Botafogo é um centro cultural fundado em 17 de outubro de 2006, localizado na Rua General Polidoro 180 no bairro de Botafogo, Rio de Janeiro.
Idealizado pelo ator Leonardo Franco, sua construção foi contemplada com o Prêmio Shell em 2007, na Categoria Especial. O centro cultural é formado pelo Teatro Solar,  o Espaço II, a Galeria de Arte Vertical, o espaço de eventos Teto Solar, uma sala de música e de ensaios.
A casa oferece ao público uma programação com atividades no campo das artes cênicas, plásticas, musicais e cinematográficas, além de contar com eventos de arquitetura, decoração, literatura e gastronomia num mesmo lugar, durante o ano inteiro.

## História
O casarão da Rua General Polidoro 180, transformado em centro cultural, data do início do século passado e pertenceu ao general Ângelo Mendes de Moraes, prefeito do Rio de janeiro (1947 a 1951) e, mais tarde, por quatro décadas, à família da deputada Lígia Lessa Bastos. Erguido nas terras da antiga fazenda São Clemente, estava desabitado há anos, e foi arrematado por Leonardo Franco do dia 04 de julho de 2001.
De posse do terreno, Leonardo convidou o cenógrafo e arquiteto paulista J.C. Serroni, autor do livro Uma Memória do Espaço Cênico no Brasil, para desenvolver o anteprojeto do Solar de Botafogo. O projeto executivo foi entregue a José Dias – doutor em Cenografia pela Escola de Comunicações e Artes da Universidade de São Paulo (ECA) –, que trabalhou em colaboração com o arquiteto Maurício Campbell.
Entre a compra do imóvel e o licenciamento da obra, foram necessários três anos de espera. Em 10 de maio de 2004, sob o comando do Engenheiro Rogério de Oliveira da empresa CCBM, tinha início a demolição do espaço interno do casarão, de onde foram retirados 400 caminhões de entulho. Três meses depois, começava o trabalho de assentamento das fundações que sustentariam a nova estrutura projetada por Serroni e José Dias.
Após o término das duas primeiras fases da obra, Leonardo convidou um grupo de arquitetos e cada um ficou responsável por decorar cada um dos ambientes.
Caco Borges criou a ambientação do Teatro Solar; Chicô Gouvêa, a do café-concerto; Flávia Santoro e Danielle Parreira ficaram com o lounge; Alexandre Lobo e Fábio Cardoso, com a Galeria de Arte Vertical; Maurício Prochnik, com os camarins; Cláudia Brassaroto projetou os banheiros públicos, Isve Campos, a sala de estar e de música, Alexandre Murucci, o elevador e a bilheteria, Jairo de Sender, o Bar Teto Solar, além da equipe da Landscape que decorou a fachada e o artista plástico Dudu Garcia que fez do Espaço II uma instalação cênica. Com uma equipe permanente de 30 operários e a participação indireta de cerca de 300 profissionais, a construção do Centro Cultural Solar de Botafogo, consumiu trinta meses até o dia de sua inauguração, em 17 de outubro de 2006. O Solar de Botafogo apresenta rampas de acesso desde a rua até o interior do centro cultural e elevador para cadeirantes.

## Teatro

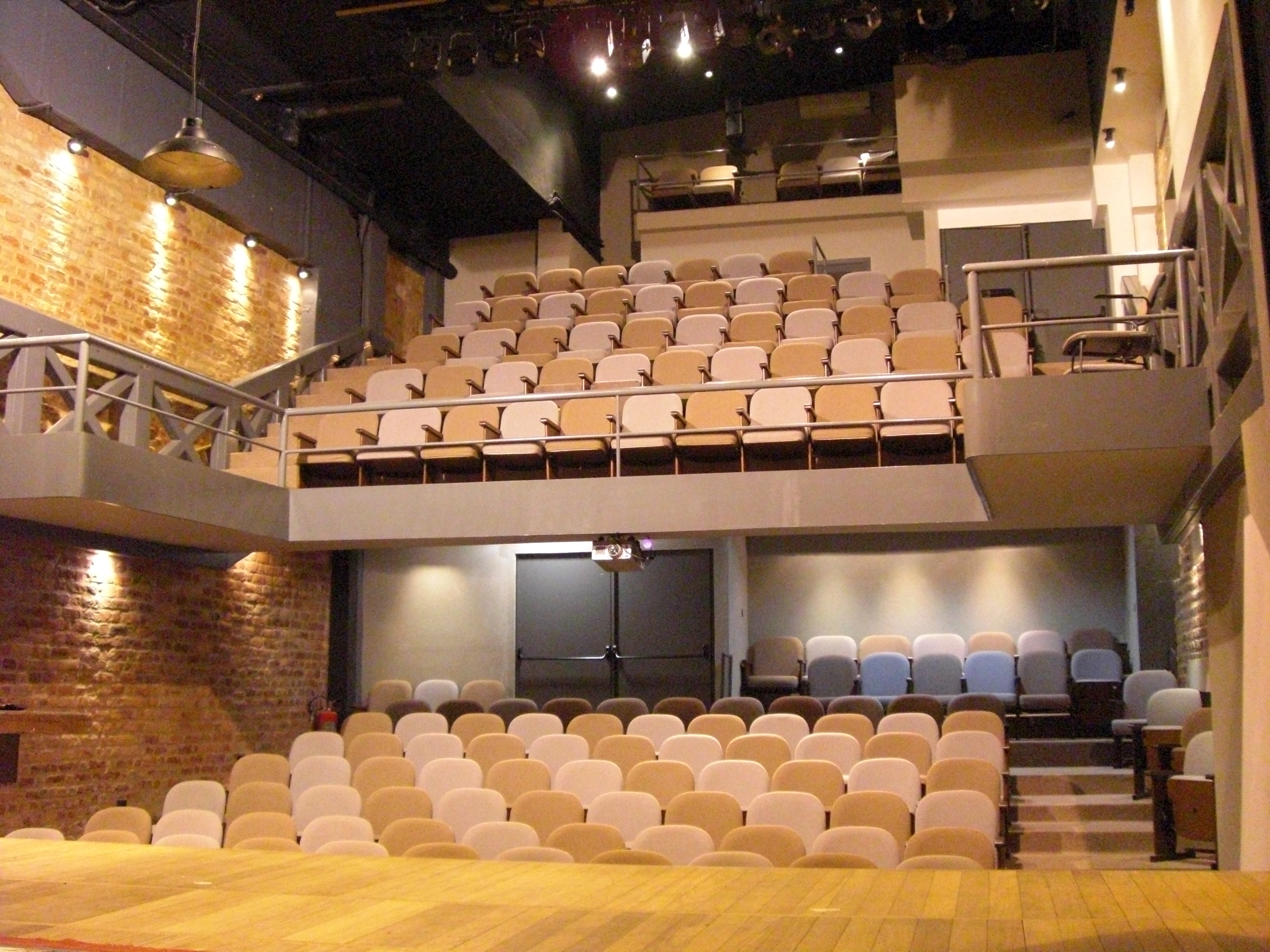
Sala de teatro Solar de Botafogo com 180 lugares

O primeiro projeto teatral, lançado em 31 de janeiro de 2007, foi Campo de Provas de Aimar Labaki, dirigido por Gilberto Gawronski e com Leonardo Franco, Guilhermina Guinle e Marcos Winter no elenco. O espetáculo foi indicado ao Prêmio SHELL na categoria melhor autor.
O espaço já recebeu peças como Diálogos com Molly Bloom, Jozú – O encantador de ratos, As nove partes do desejo, Limpe todo sangue antes que manche o carpete, Primeira chuva no deserto, De corpo presente, Um porto para Elisabeth Bishop, Além do arco-íris, Play – sexo, mentiras e videotape, Adorável Desgraçada, Marlene Dietrich – As pernas do século, A varanda de Golda, Pinteresco, A Tropa, Os Datilógrafos, Adorável Garoto, Irmãozinho Querido, Exilados e Um Passeio no Bosque,
Além de todas as peças que recebeu o Solar de Botafogo foi responsável pela produção de Campo de Provas e mais três espetáculos; Traição de Harold Pinter, direção de Ary Coslov (2008/2012), A Loba de Rayban de Renato Borghi, direção José Possi Neto (2009) e Talk Radio de Eric Bogosian, com direção de Maria Maya (2015).

## Vida Longa ao Solar
Em 2020, foi lançado o projeto Vida Longa ao Solar. Participaram da campanha 300 colaboradores diretos e 100 personalidades entre atores, atrizes, diretores, roteiristas, jornalistas, empresários e arquitetos. Participaram das lives com Leonardo Franco personalidades como: o jornalista Artur Xexéo, o cineasta Marcelo Antunez , o diretor de cinema Alexandre Avancini, o empresário artístico Felipe Simas, a cineasta Sandra Kogut, o jornalista André Trigueiro, a produtora de elenco Marcela Altberg, a escritora Thalita Rebouças, o fotógrafo e articulista Leo Aversa, a atriz Christiane Torloni, o diretor Charles Moeller e o ator Fábio Porchat.
Peças Teatrais
| Ano  | Peça                                                  | Detalhes |
| 2006 | O LADO B DE DOMINGOS OLIVEIRA                         | Cineclube / Curadoria Paulo Severo                                                                           |
| 2006 | TODA DEBORAH                                          | Cineclube / Curadoria Paulo Severo                                                                           |
| 2007 | DIÁLOGOS COM MOLLY BLOOM                              | Espetáculo Teatral com Malu Galli                                                                            |
| 2007 | APÓS A CHUVA                                          | Espetáculo Teatral de Sílvio Guindane                                                                        |
| 2007 | JOZÚ – O ENCANTADOR DE RATOS                          | De Hilda Hilst, com Carla Tausz                                                                              |
| 2008 | AS NOVE PARTES DO DESEJO                              | De Heather Raffo, com Clarice Abujamra                                                                       |
| 2008 | LIMPE TODO SANGUE ANTES QUE MANCHE O CARPETE          | De Jô Bilac, Direção Vinícius Arneiro                                                                        |
| 2008 | CANÇÕES PARA CORTAR OS PULSOS – A MÚSICA DE TOM WAITS | Om Cida Moreira e André Frateschi                                                                            |
| 2008 | PRIMEIRA CHUVA NO DESERTO                             | De Ana Paula Pedro, com Guta Stresser e Direção de Camilla Amado                                             |
| 2008 | UMA HISTÓRIA DE BORBOLETAS                            | Caio Fenando de Abreu, direção de Marcelo Aquino                                                             |
| 2008 | BOCA DE COWBOY                                        | Com Nathalia Dill, direção de Michel Bercovitch                                                              |
| 2009 | DE CORPO PRESENTE                                     | Dramaturgia e Direção de Mara Carvalho                                                                       |
| 2009 | PLAY – Sexo , Mentiras e Videotape                    | Com direção de Ivan Sugahara e Maria Maya encabeçando o elenco.                                              |
| 2009 | A LOBA DE RAY-BAN                                     | Direção de José Possi Neto, com Christiane Torloni, Leonardo Franco e Maria Maya                             |
| 2010 | ALÉM DO ARCO-ÍRIS                                     | De Flávio Marinho, com Luciana Braga                                                                         |
| 2010 | ADORÁVEL DESGRAÇADA                                   | Leilah Assunção, com Débora Duarte e direção de Otávio Muller.                                               |
| 2010 | MARLENE DIETRICH – As Pernas do Século                | De Aimar Labaki, com Sylvia Bandeira e direção de William Pereira.                                           |
| 2011 | UM PORTO PARA ELISABETH BISHOP                        | Com Regina Braga e Direção de José Possi Neto                                                                |
| 2011 | A VARANDA DE GOLDA                                    | Com Rosane Goffman e direção de Ary Coslov                                                                   |
| 2011 | OS DATILÓGRAFOS                                       | Direção de Celso Nunes                                                                                       |
| 2012 | EXILADOS                                              | De James Joyce, com Direção de Ruy Guerra                                                                    |
| 2012 | PINTERESCO                                            | Textos de Harold Pinter, direção Ary Coslov, com Leonardo Franco, Alice Borges, Marina Viana e Sávio Moll    |
| 2015 | TALK RADIO                                            | Texto de Eric Bogosian, direção de Maria Maya, com Leonardo Franco encarnando o protagonista Barry Champalin |

Exposições
| ANO  | ARTISTA             |
| 2006 | Analú Prestes       |
| 2006 | Taumaturgo Ferreira |
| 2006 | Guilherme Leme      |
| 2008 | Gisela Milman       |
| 2008 | Mariana Vianna      |
| 2008 | Fábio Borborema     |
| 2009 | Guillermo Giansanti |
| 2009 | Alice Bravo         |
| 2011 | Antonio Bokel       |
| 2011 | Raul Mourão         |
| 2011 | Leo Uzai            |
| 2011 | Heleno Bernardi     |
| 2011 | Cabelo              |
| 2011 | Solange Palatnik    |
| 2012 | Noé Klabin          |
| 2012 | Carla Einloft       |
| 2012 | Alexandre Monteiro  |
| 2013 | Sérgio Santoian     |
| 2015 | Rogério Von Kruger  |